# جوسيب فرانكوفيتش
جوسيب فرانكوفيتش (بالكرواتية: Josip Vranković) مواليد 26 أكتوبر 1968 في كرواتيا، جمهورية كرواتيا الاشتراكية، جمهورية يوغوسلافيا الاشتراكية الاتحادية، هو مدرب كرة سلة كرواتي ولاعب سابق. مثّل منتخب بلاده. شارك في دورة الألعاب الأولمبية الصيفية سنة 1996. حقق المركز الثالث في بطولة كأس العالم لكرة السلة 1994.

## المسيرة الاحترافية
لعب مع نادي سبليت لكرة السلة من سنة 1991 إلى 1997، ثم لعب مع نادي زادار لكرة السلة في موسم 1997–1998، ثم لعب مع نادي سيبونا لكرة السلة من سنة 1998 إلى 2000، ثم لعب مع أسكو غدينيا من سنة 2000 إلى 2003، ثم لعب مع نيكار ريزن لودفيغسبورغ في الدوري الألماني في سنة 2003، ثم لعب مع نادي سيبونا لكرة السلة في موسم 2004–2005.

## سجل المنافسة
شارك في المنافسات التالية:
- بطولة أمم أوروبا لكرة السلة 1995
- الألعاب الأولمبية الصيفية 1996

## الميداليات
| الميدالية | المسابقة                         |
| --------- | -------------------------------- |
| برونزية   | بطولة كأس العالم لكرة السلة 1994 |
| برونزية   | بطولة أمم أوروبا لكرة السلة 1995 |

## روابط خارجية
- جوسيب فرانكوفيتش على موقع الاتحاد الدولي لكرة السلة (الإنجليزية)
- جوسيب فرانكوفيتش على موقع كرة السلة الأوروبية.كوم (الإنجليزية)
- جوسيب فرانكوفيتش على موقع ريلجم (الإنجليزية)
- جوسيب فرانكوفيتش على موقع بروبوليرز (الإنجليزية)
- جوسيب فرانكوفيتش على موقع سبورتس رفرنس (الإنجليزية)
- جوسيب فرانكوفيتش على موقع أوليمبيديا (الإنجليزية)